# Relay 1
Relay 1 – amerykański technologiczny satelita telekomunikacyjny skonstruowany przez NASA. Dokonał pierwszego połączenia satelitarnego między dwoma kontynentami amerykańskimi. Powstał dzięki podpisaniu 31 sierpnia 1962 przez Johna F. Kennedy’ego Ustawy o Satelicie Łącznościowym, która to tworzyła jednocześnie spółkę akcyjną operatora satelitarnego.

## Problemy po starcie

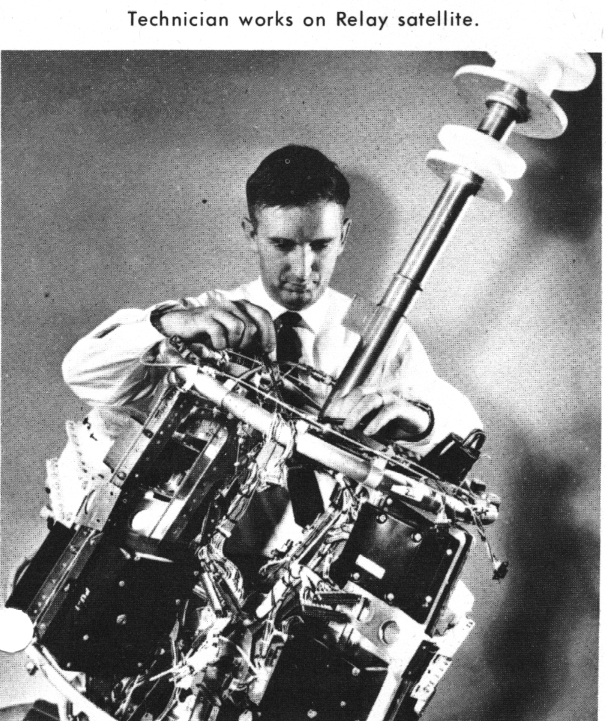
Inżynier pracujący nad Relay 1

Wkrótce po starcie objawiły się dwa problemy. Pierwszym było reagowanie satelity na fałszywe rozkazy (zakłócenia w łączności) – został on szybko rozwiązany przez inżynierów. Drugim był nadmierny pobór energii z akumulatorów. Czternaście godzin po starcie stacja naziemna w Nutley, stan New Jersey, sprawdziła stan statku. Napięcie akumulatorów wynosiło 22,5 zamiast 24 V, wymaganych do prawidłowego działania łączności.
Stwierdzono, że problem leżał w regulatorze napięcia jednego z nadajników statku. Regulator stanowił wyłącznik dla zasilania nadajnika. Jednak przewodził prąd do niego nawet w pozycji „wyłączony”, co objawiało się właśnie nadmiernym poborem mocy z akumulatorów. Dane odebrane 15, 17 i 19 grudnia wskazywały, że akumulatory powoli ładują się, co sugerowało odzyskiwanie sprawności przez statek.
31 grudnia statek mógł podjąć normalną pracę, mimo nadal trwającego, choć mniejszego, poboru energii przez regulator nadajnika.
Po tym czasie działanie satelity wróciło do normy. Problem z akumulatorami spowodował przełączenie się statku w stan niskiego napięcia na początku 1965 roku. Sporadyczne transmisje zdarzały się do 10 lutego 1965, po czym nie odebrano już użytecznych danych.
Statek pozostaje na orbicie okołoziemskiej, której żywotność szacuje się na około 100 000 lat.

## Testy telekomunikacyjne

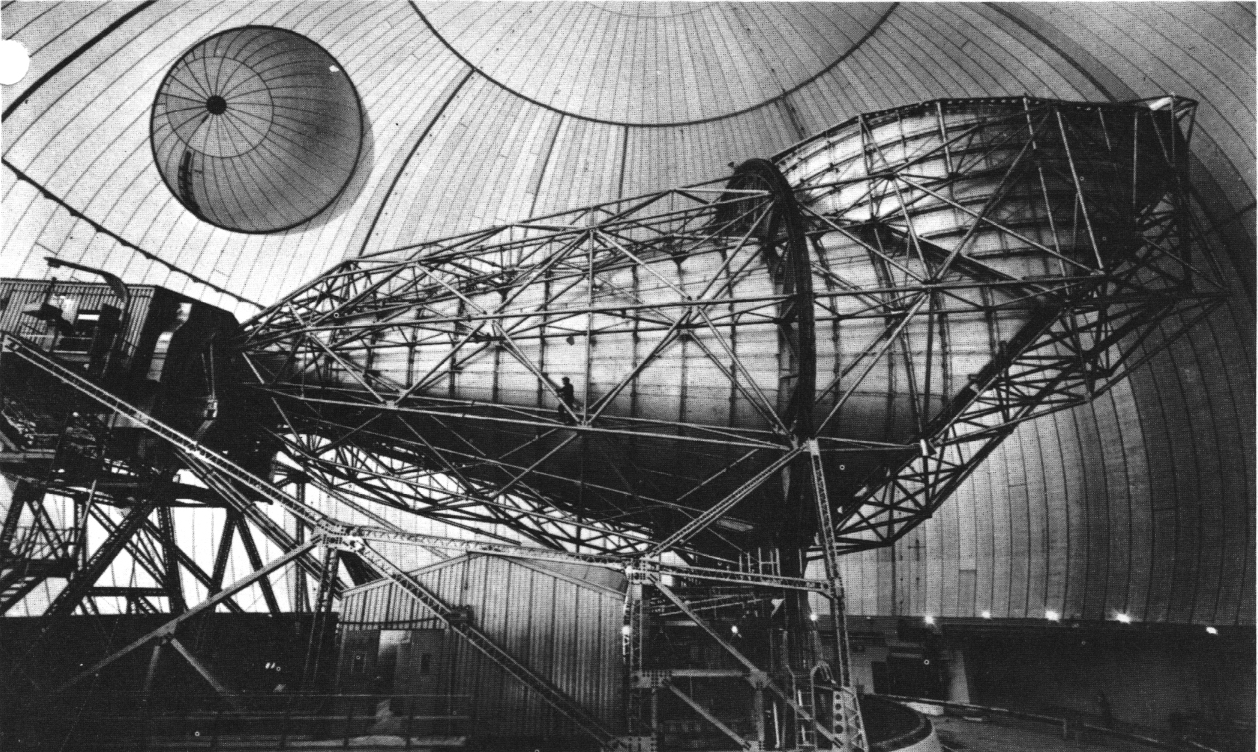
Ogromna antena tubowa używana do łączności z satelitą Relay 1

3 stycznia 1963 włączono drugi nadajnik i wykonano nim testy transatlantyckiego przekazu sygnału telewizyjnego, dalekopisowego i telefonicznego. Zachęcona udanymi próbami NASA zdecydowała się na publiczny test przekazu satelitarnego. 9 stycznia 1963 satelita Relay 1 przekazał sygnał programu telewizyjnego nadawanego z National Gallery of Art w Waszyngtonie do stacji telewizyjnych we Francji i Wielkiej Brytanii. Widzowie w dwóch europejskich krajach mieli okazję obejrzeć uroczyste odsłonięcie obrazu Mona Lisa, z udziałem prezydenta USA, Johna F. Kennedy’ego. Obraz do satelity wysyłano poprzez stację naziemną w Andover (stan Maine).

## Budowa i działanie

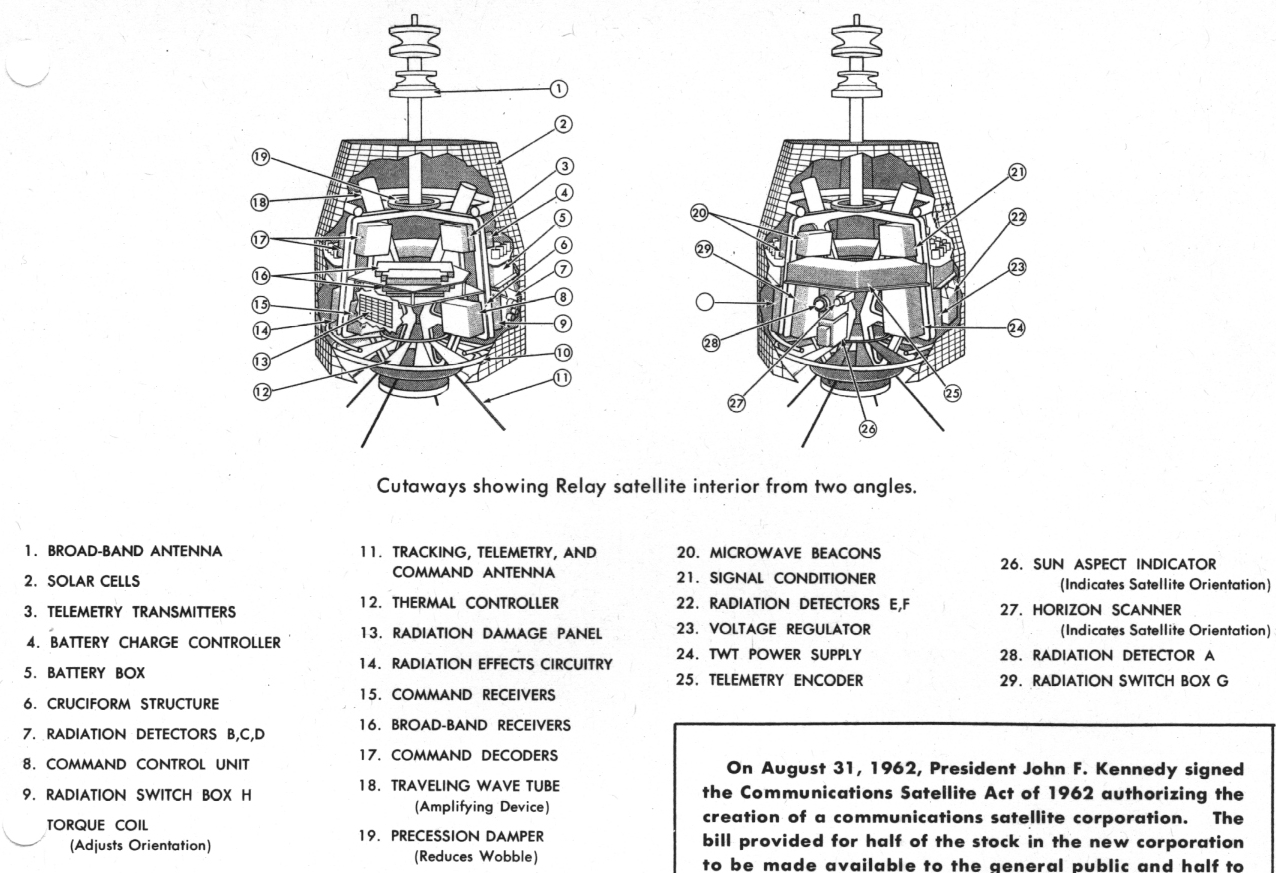
Schemat satelity Relay 1

Statek pobierał energię poprzez 8215 ogniw słonecznych rozmieszczonych na całej jego powierzchni. Ładowały one 3 akumulatory niklowo-kadmowe, o pojemności wystarczającej do 100 minut ciągłej pracy Relay 1.
Satelita był stabilizowany obrotowo, z prędkością początkową 167,3 obr./min. Oś obrotu skierowana była w punkt sfery niebieskiej o współrzędnych -68,3° deklinacji i -56° rektascensja.
Statek był zdolny do przekazywania jednego kanału telewizyjnego lub 12 dwukierunkowych rozmów telefonicznych (lub ich ekwiwalentu w danych dalekopisu). Nadajnik satelity miał moc 10 W. Statek wykorzystywał jeden nadajnik do śledzenia go, a drugi do przesyłania telemetrii. Kanał telemetrii wykorzystywał modulację PCM i pracował z prędkością 1152 bps. 113 z 128 słów na jedną ramkę danych telemetrii przeznaczonych było na eksperyment pomiaru cząstek elementarnych.
W skład ładunku statku wchodziły również:
- eksperyment wpływu promieniowania na urządzenia elektroniczne
- detektory do pomiarów pasów radiacyjnych Ziemi[1]